# سکوی تسلیحات
سکوی تسلیحات (انگلیسی: Weapons platform) یا سکوی اسلحه به هر سازه یا سامانه‌ای گفته می‌شود که یک جنگ‌افزار روی آن نصب شود. برای مثال، یک هواپیمای جنگنده، یک سکوی تسلیحات برای موشک، بمب یا توپ مسلسل است. وسیله‌هایی مثل هاموی هم نوعی سکوی تسلیحات شناخته می‌شوند، مثلاً سکویی برای نارنجک‌انداز، مسلسل یا پرتاب‌گر موشک.
این عبارت ممکن است به یک کشتی دریایی یا یک سلاح گرم هم اشاره کند. در تعاریف کلی‌تر، یک سکوی اسلحه می‌تواند دور یک تفنگ گلوله‌زنی پیچیده‌باشد، مثلاً تیربار روی کشتی هم نوعی سکوی اسلحه است. علاوه بر آن، ماهوارههای فضایی هم ممکن است نوعی سکوی تسلیحات باشند، چرا که می‌توانند یک زرادخانه سلاح را حمل کرده و در مواقع مورد نیاز، تهدیدی علیه دیگر کشورها باشند و حتی برای حملات اتمی استفاده شوند.